# Alan Ball (filmowiec)
Alan Ball (ur. 13 maja 1957 w Atlancie w stanie Georgia) – amerykański scenarzysta, reżyser, producent i sporadycznie aktor, najlepiej znany jako autor scenariusza do filmu American Beauty (1999), za który otrzymał Oscara i Złoty Glob, oraz ze stworzenia serialu HBO Sześć stóp pod ziemią. Obecnie pracuje nad nową produkcją telewizji HBO, zatytułowaną Czysta krew (2007).
Studiował teatroznawstwo na Florida State University. Jest gejem.